# We Can't Dance
Albums de Genesis
Invisible Touch
(1986) The Way We Walk
(1992)
Singles
1. No Son of Mine
Sortie : 21 octobre 1991
2. I Can't Dance
Sortie : 30 décembre 1991
3. Hold on My Heart
Sortie : 6 avril 1992
4. Jesus He Knows Me
Sortie : 13 juillet 1992
5. Never a Time
Sortie : 5 novembre 1992
6. Tell Me Why
Sortie : 8 février 1993

We Can't Dance est le quatorzième album studio du groupe britannique Genesis sorti en novembre 1991 et le dernier avec le batteur-chanteur Phil Collins. L'album se vend à plus de 10 millions d'exemplaires.

## Description
Produit par Genesis et Nick Davis, We Can't Dance est ainsi nommé car il sort à une époque où la musique de club commence à prendre le caractère commercial qu'on lui connaît aujourd'hui, et les vieux routards de Genesis ont déjà exprimé leur rejet de ce type de musique. D'où la volonté résolue de ne jamais rentrer dans ce moule... We Can't Dance ! (« On ne sait pas danser ! »).
Cet album, dernier de « l’ère Collins », est marqué par un éloignement affirmé des standards du rock progressif qu’incarnait le groupe par le passé, exceptées les deux longues pièces Driving the Last Spike et Fading Lights..  

## Autour des chansons
- La chanson No Son of Mine montre l'usage par Mike Rutherford de guitares saturées qui donnent à cette pièce une ambiance lourde et pesante bien en accord avec l'histoire narrée par le titre, celle d'une mésentente entre un père et son fils.
- Jesus He Knows Me est une chanson satirique sur les télévangélistes américains.
- Driving the Last Spike (en) traite des conditions de vie des ouvriers inexpérimentés qui construisirent les voies de chemin de fer en Angleterre au début du XIXe siècle.
- Since I Lost You est un hymne dédié à Eric Clapton qui venait de perdre son fils.
- L'album se clôt sur Fading Lights, une chanson de plus de dix minutes (avec un long passage instrumental central) sur la nostalgie des jeunes années et des premières amours qui ne sont que des « lumières qui s'estompent ». Cette chanson est également une sorte d'adieu de Phil Collins à Genesis qu'il quittera après la tournée suivant la sortie de l'album.

Les singles de cet album sont No Son of Mine, I Can't Dance, Hold on My Heart, Jesus He Knows Me et Tell Me Why.

## Titres
| No  | Titre                    | Paroles         | Durée |
| --- | ------------------------ | --------------- | ----- |
| 1.  | No Son of Mine           | Phil Collins    | 6:39  |
| 2.  | Jesus He Knows Me        | Phil Collins    | 4:19  |
| 3.  | Driving the Last Spike   | Phil Collins    | 10:08 |
| 4.  | I Can't Dance            | Phil Collins    | 4:01  |
| 5.  | Never a Time             | Mike Rutherford | 3:50  |
| 6.  | Dreaming While You Sleep | Mike Rutherford | 7:16  |
| 7.  | Tell Me Why              | Phil Collins    | 4:58  |
| 8.  | Living Forever           | Tony Banks      | 5:41  |
| 9.  | Hold on My Heart         | Phil Collins    | 4:37  |
| 10. | Way of the World         | Phil Collins    | 3:58  |
| 11. | Since I Lost You         | Phil Collins    | 4:09  |
| 12. | Fading Lights            | Tony Banks      | 10:16 |

## Musiciens
- Phil Collins : chant, chœurs, batterie, percussions, boîte à rythmes.
- Tony Banks : claviers
- Mike Rutherford : guitares, basse

## Production
- Genesis, Nick Davis : Production
- Nick Davis : Ingénieur
- Mark Robinson : Assistant ingénieur
- Geoff Callingham, Mike Bowen : Techniciens
- David Scheinmann : Photographies
- Icon : Design, direction artistique
- Felicity Roma Bowers : Design (Illustrations)

## Charts
| Pays             | Chart              | #  | Réf    |
| ---------------- | ------------------ | -- | ------ |
| États-Unis       | Billboard 200      | 4  | [ 1 ]  |
| Royaume-Uni      | UK Albums Chart    | 1  | [ 2 ]  |
| France           | SNEP               | 2  | [ 3 ]  |
| Suisse           | Swiss Music Charts | 1  | [ 4 ]  |
| Autriche         | Ö3 Austria Top 40  | 1  | [ 5 ]  |
| Norvège          | VG-lista           | 1  | [ 6 ]  |
| Pays-Bas         | Dutch Top 40       | 97 | [ 7 ]  |
| Suède            | Sverigetopplistan  | 4  | [ 8 ]  |
| Australie        | ARIA Charts        | 8  | [ 9 ]  |
| Nouvelle-Zélande | Rianz              | 5  | [ 10 ] |

## Certifications
| Pays          | Certification | Date | Ventes  |
| ------------- | ------------- | ---- | ------- |
| France (SNEP) | 2 × Platine   | 2000 | 788 600 |

## Tournée
La tournée consécutive à l'album, le We Can't Dance Tour, est la dernière de Genesis avec Phil Collins avant 2007. Elle s'étend de mai à novembre 1992.